# Heleno Oliveira
(Sophia de Mello Breyner Andresen)
Heleno Alfonso Oliveira (Santa Clara de Olinda-Recife, 1941 – Lisbona, 30 luglio 1995) è stato un poeta brasiliano, che trascorse gli ultimi dodici anni della sua vita a Firenze. Fin da giovane aderì al Movimento dei focolari di Chiara Lubich, impegnandosi attivamente per la diffusione del movimento.

## Biografia

### La giovinezza in Brasile
Heleno Alfonso Oliveira era nato nel 1941 a Santa Clara, nel nord-est del Brasile, entroterra di Olinda-Recife, nello stato di Pernambuco. Era figlio di Clarindo Tenorio Oliveira, un bianco di origine spagnola (che il figlio definisce rozzo e violento), e di Laura, una donna di colore proveniente da una colta e signorile famiglia afro-brasiliana.
Heleno ebbe un'infanzia infelice, soprattutto a causa della tensione drammatica che avvertiva dentro di sé, dovuta alla problematica coesistenza delle due culture, quella bianca e quella nera. Non frequentò alcuna scuola pubblica, ma studiò in casa sotto la guida della madre. A 16 anni era un giovane molto sensibile, amante della lettura e frequentatore dei matinée dei cinema di Recife, dato che adorava i grandi film hollywoodiani, il neorealismo e la nouvelle vague.
Durante il breve periodo della rinata democrazia brasiliana, assieme ad altri ragazzi della borghesia cattolica colta, partecipò ad un gruppo cattolico "progressista", esperienza che fu il preludio per l'adesione, nel 1958, al Movimento dei focolari. Proprio nel 1958 Oliveira conobbe la fondatrice del Movimento, Chiara Lubich, che era in visita in Brasile, la prima nazione extraeuropea dove il Movimento dei focolari si stava sviluppando, e ne rimase affascinato.
Nel 1959 lasciò la sua famiglia per vivere nel  'focolare'  di Recife, impegnandosi nella fondazione delle comunità dei  'focolarini'  in tutto il Brasile. Da quel momento il compito di una "inculturazione" del messaggio evangelico nella cultura brasiliana fu per lui l'impegno di tutta la vita.

### L'impegno culturale e umano
Nel 1962 divenne assistente di Letteratura portoghese all'Università di Belém do Parà, a Porto Alegre, incarnando l'immagine originale di un intellettuale cristiano che coniugava la ricerca accademica e letteraria con un impegno umano ed esistenziale a favore dei più deboli. Teneva lezioni sui grandi poeti lusitani, da Luís de Camões a Fernando Pessoa e Sophia de Mello Breyner, e commentava anche i testi politico-musicali, benché vietati dalla censura brasiliana, di Chico Buarque e Caetano Veloso.
Eccetto una parentesi di qualche mese nei primi anni settanta a Loppiano, cittadella del Movimento dei focolari, vicino a Firenze, Heleno Oliveira rimase in Brasile fino al 1983, con compiti di responsabilità nello stesso movimento. Era possibile ascoltarlo nelle conferenze per conto della Conferenza episcopale brasiliana oppure nei teatri a dirigere gli spettacoli che i giovani  'focolarini'  mettevano in scena e per i quali scriveva i testi delle canzoni.

### Firenze e Lisbona
Nel 1983 Oliveira approdò in Italia, stabilendosi a Firenze, in un momento che per lui era di grande sofferenza, spirituale e psichica, tanto da vivere inizialmente il soggiorno fiorentino come un esilio: «Firenze è un mattino di dicembre / dove arrivai urlando dal mio Ade». Ma ben presto, come scrive il suo biografo Giovanni Avogadri, «incontra una nuova dimensione dell'anima incarnata nella città: le chiese, i monumenti, ma soprattutto il popolo, la comunità ecclesiale ….. Firenze diviene per lui spazio immaginale e archetipico, dove riuscirà col tempo a oggettivare la sua sofferenza, cogliendo anche dal punto di vista psicologico tutte le possibilità di vita e di liberazione».
Tra il 1983 e il 1995, l'anno della sua prematura scomparsa, Oliveira divise la sua vita in un andirivieni tra Firenze e Lisbona, la città nella cui Università lavorava alla sua tesi di dottorato sulle opere della poetessa Sophia de Mello Breyner Andresen.
Dal momento del suo trasferimento a Firenze, Heleno Oliveira affiancò un'ampia produzione poetica in italiano, lingua che conosceva bene fino dagli anni sessanta, a quella in portoghese, la sua madrelingua. In realtà non pubblicò niente della sua vasta produzione poetica fino agli anni novanta, quando si convinse finalmente a "tentare una pubblicazione".
La sua prima opera pubblicata (in lingua portoghese) fu il poema-fiume narrativo "Clarindo, Clarindo", dedicato al padre. La pubblicazione avvenne in Brasile, nel febbraio del 1994, e quella fu anche l'occasione per un breve ma felice ritorno del poeta nel suo paese.
Heleno Oliveira morì improvvisamente a Lisbona, per un infarto, il 30 luglio 1995, all'età di 54 anni.

## Le pubblicazioni postume
Dopo la sua morte, la poetessa Sophia de Mello Breyner, riconoscendo la sensibilità e l'originalità della poesia di Oliveira, decise di curare la pubblicazione di alcune sue poesie. Pubblicazione avvenuta nel novembre del 1997 con il titolo "As sombras de Olinda", con introduzione della stessa Sophia de Mello Breyner.
Per interessamento di Mia Lecomte e degli amici fiorentini, negli anni successivi sono state pubblicate due raccolte di poesie in italiano:  "Se fosse vera la notte"  (2003) e "Oropa, França e Bahia" (2004).

## Opere
In portoghese
- "Clarindo, Clarindo", Ed. Università Belém do Parà, 1993.
- "As sombras de Olinda", introduzione e cura di Sophia de Mello Breyner Andresen, Ed. Caminho, Lisbona, 1997.

In italiano
- "Se fosse vera la notte", a cura di Mia Lecomte, introduzioni di Giovanni Avogadri e Julio Monteiro Martins, Zone Editrice, Roma, 2003.
- "Oropa, França e Bahia", Introduzione di Luciana Stegagno Picchio, traduzioni di Nicia Nogara e Andrea Sirotti, Edizioni della Meridiana, Firenze, 2004.